# Theridion macropora
Theridion macropora is een spinnensoort in de taxonomische indeling van de kogelspinnen (Theridiidae).
Het dier behoort tot het geslacht Theridion. De wetenschappelijke naam van de soort werd voor het eerst geldig gepubliceerd in 2006 door Guo Tang, Chang-Min Yin & Peng.